# Microneta aterrima
Microneta aterrima är en spindelart som beskrevs av Kirill Yeskov och Yuri M. Marusik 1991. Microneta aterrima ingår i släktet Microneta och familjen täckvävarspindlar. Inga underarter finns listade i Catalogue of Life.